# Yosa Buson
En aquest nom japonès, el cognom és Yosa.

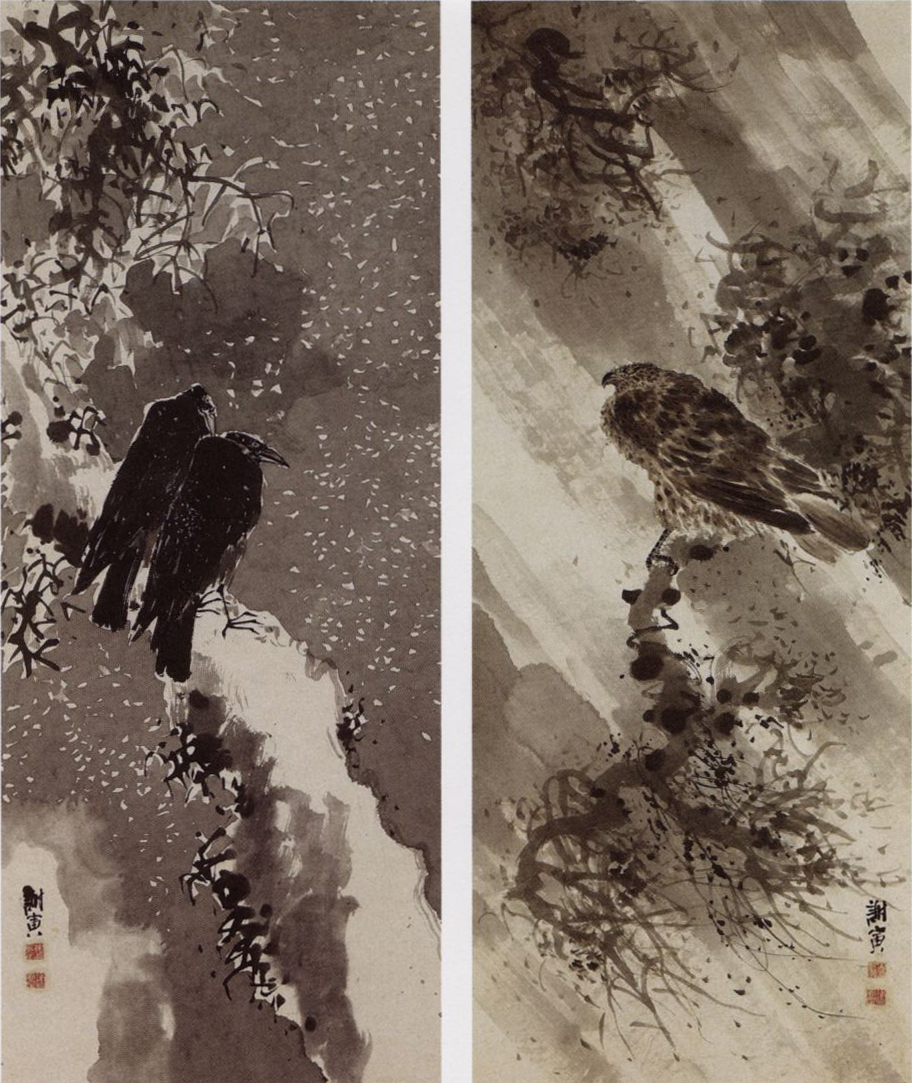
Yosa Buson (Kitamura Museum).

Taniguchi Buson més conegut com a Yosa Buson (japonès: 与謝蕪村, Yosa Buson), (Kema, Osaka, 1716 - 17 de gener de 1784) va ser un poeta i un distingit pintor bunjinga japonès del període Edo. Juntament amb Matsuo Bashō i Kobayashi Issa, Buson es considera un dels poetes més grans d’aquest període i s’inclou entre els grans mestres del haiku en el segle xviii.

## Biografia
Buson va néixer l’any 1716 al poble de Kema a la província de Settsu (actualment Kema-chō, barri de Miyakojima a la ciutat d'Osaka). El seu cognom original era Taniguchi.
Cap als 20 anys, es va traslladar a Edo (actualment Tòquio) i va aprendre poesia sota la tutela del mestre haikai Hayano Hajin. Després de la mort de Hajin, Buson es va traslladar a la província de Shimōsa (actual prefectura d'Ibaraki). Seguint els passos del seu ídol, Matsuo Bashō, va viatjar per les zones salvatges del nord d’Honshū que havien estat la inspiració del famós diari de viatges de Bashō, Oku no Hosomichi (El camí estret cap a l’interior). Va publicar les seves notes del viatge el 1744, que és quan per primera vegada apareix signant amb el nom de Buson.
Després de viatjar per diverses parts del Japó, inclòs el Tango (la part nord de la moderna prefectura de Kyoto) i Sanuki (Prefectura de Kagawa a Shikoku), Buson es va establir a la ciutat de Kyoto quan tenia 42 anys. En aquesta època, va començar a escriure sota el nom de Yosa, que va prendre del lloc de naixement de la seva mare (Yosa, a la província de Tango).
Buson es va casar als 45 anys i va tenir una filla, Kuno. A partir d’aquest moment, va romandre a Kyoto, escrivint i ensenyant poesia al Sumiya. El 1770 va assumir el haigō (俳 号, nom de la ploma haiku) de Yahantei (夜半 亭, "Estudi de mitja nit"), que havia estat el nom del seu professor Hajin.
Va morir als 68 anys i va ser enterrat a Konpuki-ji, a Kyoto.
La seva obra pictòrica es conserva a molts museus de tot el món, com el Seattle Art Museum, el Metropolitan Museum of Art, el University of Michigan Museum of Art, els Harvard Art Museums, el Worcester Art Museum, el Kimbell Art Museum, o el British Museum.